# Golpe de Estado na Bolívia em 1964
O Golpe de Estado na Bolívia em 1964 foi um golpe de Estado sob a liderança do vice-presidente René Barrientos e do comandante-em-chefe do Exército Boliviano Alfredo Ovando Candía contra o presidente Víctor Paz Estenssoro, líder da Revolução Nacional Boliviana de 1952, recém reeleito para o terceiro mandato.

## Prelúdio
Entre 1960 e 1964, os Estados Unidos aumentaram sua ajuda à Bolívia em 600% no âmbito da Aliança para o Progresso, concedendo US $ 205 milhões em ajuda econômica e US $ 23 milhões em vários empréstimos. Os primeiros 35 voluntários do Corpo da Paz chegaram no início de 1962. O aumento dos preços mundiais do estanho também ajudou a estabilizar a economia da Bolívia, que estivera perto do colapso durante a primeira presidência revolucionária de Estenssoro. Entre 1961 e 1965, o PIB boliviano cresceu em média 5,7% ao ano.
Uma vez que sucessivos mandatos presidenciais foram permitidos pelas emendas constitucionais de 1961, Estenssoro decidiu concorrer ao terceiro mandato. O vice-presidente esquerdista Juan Lechín (1960-1964), que pretendia concorrer à presidência em 1964, foi forçado a renunciar como vice-presidente e enviado como embaixador na Itália por Esstenssoro. Em 5 de dezembro de 1963, os esquerdistas partidários de Lechin renunciaram ao governo. Nessa época, Lechin se separou do Movimento Nacionalista Revolucionário (MNR) e formou o Partido Revolucionário da Esquerda Nacionalista.
Quando Estenssoro prendeu vários militantes sindicais, os mineiros das minas de Catavi responderam apreendendo um grupo de reféns, incluindo quatro cidadãos estadunidenses. A crise foi resolvida após a mediação de Lechin. Este evento marcou uma ruptura na aliança entre o MNR de Estenssoro e os mineiros, iniciada em 1942.
O exército boliviano, que havia sido reconstruído e aumentado de tamanho nos últimos anos, forneceu uma base de poder alternativa para Estenssoro. Depois de alguma hesitação, o general Barrientos da Força Aérea foi escolhido por Estenssoro como seu companheiro de chapa para as eleições de maio de 1964, e os militares tornaram-se mais envolvidos na política.
Durante os seis meses seguintes, os distúrbios internos aumentaram de forma constante, à medida que os mineiros entraram em greve e se rebelaram. Vários políticos, incluindo Lechin, pediram a intervenção de Barrientos. No final de outubro, Estenssoro pediu ao exército para reprimir uma revolta dos mineiros perto de Oruro. Após confrontos armados entre o exército e os mineiros em 28 de outubro, Barrientos e Ovando decidiram intervir e lançaram seu golpe em 3 de novembro.

## O golpe
O golpe começou no início de 3 de novembro, quando tropas do regimento de Ingavi se rebelaram em La Paz. À noite, todas as principais unidades militares apoiavam o golpe e, na tarde de 4 de novembro, Estenssoro foi exilado com sua família em Lima, quando Barrientos e Ovando estabeleceram sua junta. Alguns confrontos esporádicos entre a milícia operária e o exército foram relatados, mas logo diminuíram. Foi Ovando quem anunciou publicamente a formação da junta, porém na noite do dia 4, o vice-presidente Barrientos, mais popular e constitucionalmente aceitável, emergiu como líder. 

## Pós-golpe
Uma vez que Estenssoro - com suas políticas econômicas apoiadas pelos Estados Unidos - alienou os mineiros radicais, e com seu terceiro mandato, outros políticos e os antigos líderes do MNR, Juan Lechin e Walter Guevara apoiaram o golpe, com Guevara se tornando o ministro das Relações Exteriores em 1967.
Uma semana depois do golpe, Barrientos exigiu que mineiros e milícias operárias entregassem as armas que possuíam desde a Revolução de 9 de abril de 1952. Seguiram-se conflitos prolongados com os mineiros. A fim de reduzir as perdas das minas estatais, os salários dos mineiros foram reduzidos em 50%. César Lora, líder dos mineiros da Mina Siglo XX, foi morto em 29 de julho de 1965.  No final de 1965, uma oposição esquerdista unida, o Conselho Democrático Popular, foi formada. 

### Copresidência
Barrientos não possuía autoridade suficiente para ser eleito presidente rapidamente, por isso, em 7 de maio de 1965, anunciou o adiamento indefinido das eleições de setembro e se concentrou em eliminar seus oponentes de esquerda. Ele enviou tropas para ocupar as minas estatais da COMIBOL e deportou seu ex-apoiador Juan Lechin. Os confrontos armados com os mineiros criaram um racha patente entre Barrientos e Ovando, que retirou tropas de algumas das minas ocupadas. Em 26 de maio de 1965, Ovando foi instalado como copresidente e comandante-chefe das forças armadas juntamente com Barrientos em um esforço para evitar a ruptura na junta governante e nas forças armadas entre os elementos de esquerda e de direita. 
Durante o ano de 1966, Barrientos recebeu ajuda financeira secreta dos Estados Unidos, que foi causada pelo fato de que os detentores de cargos públicos tiveram que renunciar aos seus cargos 180 dias antes das eleições. Barrientos seguiu este regulamento e isso o deixou sem meios para fazer campanha eleitoral. Nessa época, Ovando era o presidente da Bolívia.  As eleições foram realizadas em julho de 1966, e Barrientos, como candidato presidencial da Frente da Revolução Boliviana, venceu com 67% dos votos e foi empossado oficialmente em 6 de agosto de 1966.